# Bahnstrecke Waghäusel Saalbach–Graben-Neudorf
Koordinaten: 49° 12′ 43,2″ N, 8° 29′ 57,1″ O
| Ein Zug auf dem mit 200 km/h abzweigend befahrbaren Weichenpaar an der Abzweigstelle Waghäusel Saalbach |                        |                                   |                                   |
| Streckennummer (DB): | 4082                   |                                   |                                   |
| Kursbuchstrecke (DB): | 700                    |                                   |                                   |
| Streckenlänge: | 7,94 km                |                                   |                                   |
| Spurweite: | 1435 mm (Normalspur)   |                                   |                                   |
| Streckenklasse: | D4                     |                                   |                                   |
| Stromsystem: | 15 kV 16,7 Hz ~        |                                   |                                   |
| Streckengeschwindigkeit: | 200 km/h               |                                   |                                   |
| Zweigleisigkeit: | bis km 38,279 (WA W20) |                                   |                                   |
| |                        |                                   |                                   |
| \| \| \| Schnellfahrstrecke von Mannheim \| \| \| \| 32,554 \| Waghäusel Saalbach (Abzw) \| Waghäusel Saalbach (Abzw) \| \| \| \| Schnellfahrstrecke nach Stuttgart \| \| \| \| \| von Schwetzingen \| \| \| \| 34,600 \| Philippsburg Molzau (Abzw) \| Philippsburg Molzau (Abzw) \| \| \| \| Bruhrainbahn von Germersheim \| \| \| \| 37.3888 37.4000 \| Kilometrierungssprung \| Kilometrierungssprung \| \| \| \| Graben-Neudorf Nord \| \| \| \| 39,601 \| Graben-Neudorf \| Graben-Neudorf \| \| \| 40,493 \| (Streckenende WA W86) \| (Streckenende WA W86) \| \| \| \| Bruhrainbahn nach Bruchsal \| \| \| \| \| nach Karlsruhe \| \| \| \| \| \| \| \| Quellen: [2][3] \| \| \| \| |                        |                                   |                                   |
| Strecke |                        | Schnellfahrstrecke von Mannheim   | Schnellfahrstrecke von Mannheim   |
| Blockstelle | 32,554                 | Waghäusel Saalbach (Abzw)         | Waghäusel Saalbach (Abzw)         |
| Abzweig geradeaus und nach links |                        | Schnellfahrstrecke nach Stuttgart | Schnellfahrstrecke nach Stuttgart |
| Strecke von links · Abzweig quer, nach rechts und von links |                        | von Schwetzingen                  | von Schwetzingen                  |
| Blockstelle · Blockstelle | 34,600                 | Philippsburg Molzau (Abzw)        | Philippsburg Molzau (Abzw)        |
| Kreuzung geradeaus unten · Kreuzung geradeaus unten · Strecke von rechts |                        | Bruhrainbahn von Germersheim      | Bruhrainbahn von Germersheim      |
| Kilometer-Wechsel · Kilometer-Wechsel · Strecke | 37.3888 37.4000        | Kilometrierungssprung             | Kilometrierungssprung             |
| Strecke · Strecke · Haltepunkt / Haltestelle |                        | Graben-Neudorf Nord               | Graben-Neudorf Nord               |
| Bahnhof · Bahnhof · Bahnhof | 39,601                 | Graben-Neudorf                    | Graben-Neudorf                    |
| Strecke nach links · Abzweig geradeaus und von rechts · Strecke | 40,493                 | (Streckenende WA W86)             | (Streckenende WA W86)             |
| Strecke · Strecke nach links |                        | Bruhrainbahn nach Bruchsal        | Bruhrainbahn nach Bruchsal        |
| Strecke |                        | nach Karlsruhe                    | nach Karlsruhe                    |
| |                        |                                   |                                   |
| Quellen: |                        |                                   |                                   |

Die Bahnstrecke Waghäusel Saalbach–Graben-Neudorf ist eine 7,94 km lange Eisenbahn-Schnellfahrstrecke nördlich von Karlsruhe. Sie verbindet die Schnellfahrstrecke Mannheim–Stuttgart mit der Bahnstrecke Mannheim–Rastatt und wird planmäßig von Zügen zwischen Mannheim und Karlsruhe genutzt.

## Verlauf

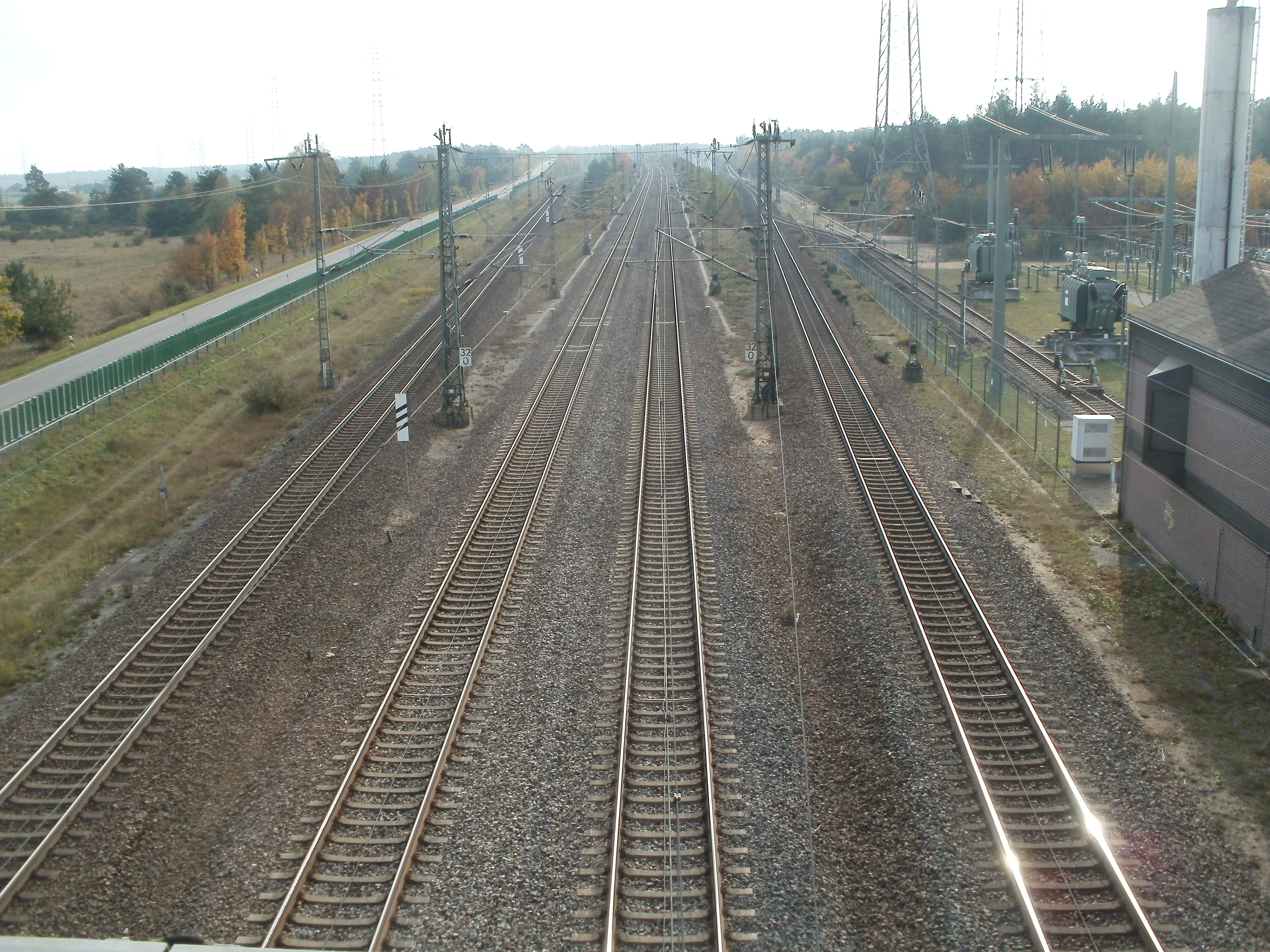
Die beiden Gleise der Strecke, kurz nach der Ausfädelung aus der nach Stuttgart führenden Neubaustrecke (Blick Richtung Süden)

Die Strecke verläuft zwischen der Abzweigstelle Waghäusel Saalbach (Streckenkilometer 31,7 der Neubaustrecke) über die Abzweigstelle Philippsburg Molzau (Streckenkilometer 34,6 der Bahnstrecke Mannheim–Rastatt) bis zum Bahnhof Graben-Neudorf. Die Ausfädelung aus der Schnellfahrstrecke ist höhenfrei ausgeführt. Zwischen Molzau und der Südausfahrt Graben-Neudorf wird durch diese parallel geführte Strecke die Trasse der Bahnstrecke Mannheim–Rastatt dreigleisig belegt.

## Geschichte

### Planung
Bereits im Planungsstand von 1973 (Vortrassierung) war die Verbindungsstrecke vorgesehen.
In der Planungs- und Bauphase war die Strecke Gegenstand der Planfeststellungsabschnitte 4b (nördlicher Abschnitt, Gemarkung Philippsburg) und 4c (südlicher Abschnitt, Gemarkung Graben-Neudorf). Die Neubaustrecke Mannheim–Stuttgart war im Bereich der Ein- und Ausfädelung der Strecke nach Graben-Neudorf Gegenstand des Abschnitts 4a (Waghäusel). Noch Mitte der 1970er Jahre sollte die Ein- und Ausfädelung in die Neubaustrecke dabei in einem als Überholbahnhof Oberhausen bezeichneten Überholbahnhof erfolgen. Ein solcher Überholbahnhof war nach dem Planungsstand von 1979 nicht mehr vorgesehen.
Im Abschnitt 4b wurde das Planfeststellungsverfahren am 21. August 1975 eingeleitet. Die insgesamt drei Einwendungen wurden am 5. April 1978 erörtert. Nach der Stellungnahme des Regierungspräsidiums vom 21. November 1978 wurde der Planfeststellungsbeschluss am 10. Januar 1979 erlassen und wurde, ohne beklagt zu werden, am 10. April 1979 rechtskräftig.
Im Abschnitt 4c wurde das Planfeststellungsverfahren ebenfalls am 21. August 1975 eingeleitet. Am Erörterungstermin am 12. Juni 1978 wurden zehn Einwendungen von Bürgern und der Gemeinde behandelt. Die Stellungnahme des Regierungspräsidiums lag am 10. August 1979 vor, der Planfeststellungsbeschluss am 25. September 1979 erlassen und mit einer Klage belegt. Er erlangte am 29. April 1980 Rechtskraft. Nach einer anderen Quelle wurde der Planfeststellungsbeschluss für diesen Abschnitt am 16. Oktober 1979 erlassen und, da nicht beklagt, rechtskräftig.
Im Abschnitt 4a wurde der Planfeststellungsverfahren am 4. Februar 1976 eingeleitet. Beim Erörterungstermin am 8. Juni 1978 wurden 22 Einwendung behandelt. Das Regierungspräsidium legte seine Stellungnahme am 12. Februar 1979 vor. Gegen den am 10. Mai 1979 erlassenen Planfeststellungsbeschluss wurden sechs Klagen erhoben. Der Beschluss erlangte am 15. Juni 1981 Rechtskraft.
Ursprünglich war an der Abzweigstelle Saalbach eine Abzweiggeschwindigkeit von 130 km/h vorgesehen.

### Bau
Die Bauarbeiten für die 4,5 km lange Anschlussstrecke begannen Anfang September 1980.

### Betrieb
Die Abzweigstelle Saalbach wird seit Mai 1988 planmäßig abzweigend mit 200 km/h befahren.

## Schnellfahrweichen
Dazu waren 1988 an der Abzweigstelle Saalbach neu entwickelte Korbbogenweichen eingesetzt worden, die abzweigend mit 200 km/h befahren werden können. Sie waren zunächst die aufwändigsten Weichen in Deutschland. Da die Fortsetzung der Schnellfahrstrecke gen Stuttgart zu dieser Zeit im Bau war, blieben die Weichen zunächst in der abzweigenden Stellung verschlossen. Ihre Länge liegt bei 154 m, ihr Gewicht (einschließlich der Betonschwellen) bei 210 t. Der bewegliche Teil der Zungen ist 40 m lang, der Herzstückbereich 15 m. Der Radius beträgt im Zungenbereich zunächst 7000 m und verengt sich zum Herzstück hin auf 6000 m. Beide Zungen werden von zwei Weichenantrieben an acht Angriffspunkten umgestellt und mit acht Klammerverschlüssen verschlossen. Separate Prüfkontakte überwachen die Endlage. Mit einem Antrieb und drei Klammerverschlüssen wird das Herzstück bewegt und festgelegt. Im Zungenbereich sind zwei Weichensignale eingebaut, im Herzstückbereich ein drittes. Eine weitere Neuerung war die Verwendung von schmierungsarmen Gleitstuhlplatten. Das Weichenpaar zählt bis heute zu den schnellstbefahrbaren Weichen in Deutschland.